# 塞奇威克 (堪萨斯州)
塞奇威克（英語：Sedgwick），位于美国堪萨斯州，邮政编码67135。为威奇托都会区聚居地之一。當地夏季炎热潮湿，冬季一般温和凉爽。根据柯本气候分类法，塞奇威克属湿润的亚热带气候。